# ألاستير رينولدز
ألاستير رينولدز (بالإنجليزية: Alastair Reynolds)‏
ألاستير رينولدز بالانجليزيه ألاستير رينولدز هو كاتب خيال علمي ولد عام 1966 م في بريطانيا وهو متخصص في الخيال العلمي المظلم وأوبرا الفضاء، قضي ألاستير رينولدز سنوات حياته الاولي في كورن وول Cornwall وانتقل الي ويلز Wales قبل ذهابه الي نيوكاستل Newcastle حيث درس الفيزياء وعلم الفضاء، بعد ذلك حصل علي دكتوراه في الفلسفة عام 1991 م من جامعة اس تي اندريوس باسكوتلاندا ثم انتقل الي Noordwijik في هولندا حيث تعرف علي زوجته الفرنسية جوستي، عمل هناك في معهد ابحاث الفضاء الأوروبي المركز الأوروبي لأبحاث وتكنولوجيا الفضاء وهو جزء من وكالة الفضاء الأوروبية وكالة الفضاء الأوروبية.
تفرغ ألاستير رينولدز للكتابة في عام 2004.
المحتويات
1.أعماله
2.الجوائز والترشيحات
3.مؤلفاته
1.3 روايات
1.1.3 وحي الفضاء
2.1.3 أطفال بوسيدون
3.1.3 أخرى
4.روايات قصيرة
5.مراجع
6.روابط أخرى
أعماله
كتب ألاستير رينولدز أول أربع قصص خيال علمي قصيرة بين عامي 1989 - 1991 ميلادية عندما كان لا يزال طالبا في الدراسات العليا ونشرت بين عامي 1990-1992 وبدأ بيعها لأول مره في Interzone. تخرج ألاستير رينولدز في عام 1991 م وانتقل من اسكوتلاند الي هولندا للعمل في وكالة الفضاء الأوروبية وكان يقضي الكثير من الوقت في كتابة اولي رواياته والتي تحولت في النهاية الي (وحي الفضاء) فضاء الوحي وفي الوقت الدي تم رفض بعض القصص القصيرة التي قدمها بين عامي 1991-1995 م فقد انتهي هذا الرفض بصدور قصتة (بيردلاند6) والتي يقول انها كانت بمثابة بداية مرحلة حقيقية من الكتابة. بحلول عام 2011 كان قد نشر مايزيد علي الاربعين قصة قصيرة وتسعة روايات.

## وصلات خارجية
- ألاستير رينولدز على موقع IMDb (الإنجليزية)
- ألاستير رينولدز على موقع ميوزك برينز (الإنجليزية)
- ألاستير رينولدز على موقع إن إن دي بي (الإنجليزية)

- ألاستير رينولدز  على قاعدة بيانات الخيال التأملي على الإنترنت